# Гекстер (район)
Ге́кстер (нім. Kreis Höxter) — район в Німеччині, в складі округу Детмольд землі Північний Рейн-Вестфалія. Адміністративний центр — місто Гекстер.

## Населення
Населення району становить 145891 особа (2011).

## Адміністративний поділ
Район поділяється на 10 міст (нім. Städte):
| №  | Комуна/ місто | Площа, км² | Населення, осіб (2011) | Центр         |
| -- | ------------- | ---------- | ---------------------- | ------------- |
| 1  | Бад-Дрібург   | 115,1      | 18802                  | Бад-Дрібург   |
| 2  | Беферунген    | 97,8       | 13859                  | Беферунген    |
| 3  | Боргентрайх   | 138,8      | 9008                   | Боргентрайх   |
| 4  | Бракель       | 173,7      | 16704                  | Бракель       |
| 5  | Варбург       | 168,7      | 23357                  | Варбург       |
| 6  | Віллебадессен | 128,1      | 8447                   | Віллебадессен |
| 7  | Гекстер       | 157,9      | 30991                  | Гекстер       |
| 8  | Марінмюнстер  | 64,4       | 5213                   | Марінмюнстер  |
| 9  | Нігайм        | 79,8       | 6466                   | Нігайм        |
| 10 | Штайнгайм     | 75,7       | 13044                  | Штайнгайм     |

| Німеччина | Це незавершена стаття з географії Німеччини. Ви можете допомогти проєкту, виправивши або дописавши її. |

1. ↑  https://www.landesdatenbank.nrw.de/ldbnrw/online;jsessionid=FBC481AAC50656B8CA9E933111BC242A.ldb2?sequenz=tabelleErgebnis&selectionname=12411-31iz
2. ↑  https://www.destatis.de/DE/Themen/Laender-Regionen/Regionales/Gemeindeverzeichnis/Administrativ/04-kreise.html